# Sveriges magasin
Sveriges magasin var ett kaféprogram som sändes i SVT1 från den 10 september 1973 till den 2 juni 1978.
Programmet sändes från Stockholm, Göteborg och Malmö i olika perioder och hade genom åren flera olika programledare: i Stockholm Gunnar Arvidson, Anders Erik Malm, Jeanette von Heidenstam, Olle Norell och Birgitta Zachrisson och Christina Björk, i Göteborg Ria Wägner, Gunnar Björklund, Steen Priwin och Maria Scherer, och i Malmö Lisette Schulman, Lasse Holmqvist, Birgitta Sandstedt och Christina Kallum. Många kända svenska journalister har arbetat för programmet, exempelvis Kersti Adams-Ray, 1974 och år 1976 fick Charlotte Reimerson sitt genombrott som konsumentreporter i programmet.
I programmet hade man också ett inslag för barn. Till en början Drutten och Gena, som senare avlöstes av Misse o Moje. Ett annat inslag var Anita och Televinken.
Inför sista säsongen 1978 gjordes flera förändringar. Bland annat togs husbandet och Drutten och Gena bort, i ett försök att göra programmet mindre mysigt och mer samhällsorienterat. Programmet sändes nu alla vardagar och för uppdraget tog man flera nya programledare som Jeanette von Heidenstam, Birgitta Zachrisson, Christina Björk, Lennart Swahn och Bengt Bedrup som ledde programmen olika dagar i veckan.
Det var i Sveriges magasin som Carola Häggkvist gjorde sitt första TV-framträdande år 1977.
Signaturmelodi för programmet var "Magic Trumpet" med Herb Alpert & The Tijuana Brass. Programmet är en av titlarna i boken Tusen svenska klassiker som gavs ut 2009.